# Dichaetomyia rufescens
Dichaetomyia rufescens är en tvåvingeart som först beskrevs av Stein 1900.  Dichaetomyia rufescens ingår i släktet Dichaetomyia och familjen husflugor. Inga underarter finns listade i Catalogue of Life.